# Makrakomi
Makrakomi (tiếng Hy Lạp: ?) là một khu tự quản ở vùng Trung Hy Lạp, Hy Lạp. Khu tự quản Makrakomi có diện tích 837 km², dân số theo điều tra ngày 18 tháng 3 năm 2001 là 17912 người.